# Áyios Andréas (ort i Grekland)
Áyios Andréas (Agios Andreas, Bourlesia) är en ort i Grekland.   Den ligger i prefekturen Nomós Aitolías kai Akarnanías och regionen Västra Grekland, i den centrala delen av landet, 200 km väster om huvudstaden Aten. Áyios Andréas ligger 44 meter över havet och antalet invånare är 574. Den ligger vid sjön Límni Trichonída.
Terrängen runt Áyios Andréas är huvudsakligen kuperad, men åt nordväst är den platt. Runt Áyios Andréas är det ganska glesbefolkat, med 25 invånare per kvadratkilometer. Närmaste större samhälle är Agrínio, 16,5 km nordväst om Áyios Andréas. I omgivningarna runt Áyios Andréas växer i huvudsak blandskog.